# 2435 Horemheb
2435 Horemheb este un asteroid din centura principală, descoperit pe 24 septembrie 1960, de PLS.